# Stowarzyszenie „Archiwum Solidarności”
Stowarzyszenie „Archiwum Solidarności” – stowarzyszenie założone w 1991, mające na celu ocalenie i utrwalenie dorobku niezależnych ruchów społecznych i opozycyjnych powstałych po tzw. wydarzeniach radomskich.
Geneza stowarzyszenia
W 1983 grupa dziennikarzy i historyków, mając na celu ocalenie od zniszczenia i zapomnienia bogatego dorobku ruchów opozycyjnych, założyła Archiwum Solidarności. Społeczna praca wielu zaangażowanych osób polegała na gromadzeniu, opracowywaniu i udostępnianiu – w nielegalnym, tzw. drugim obiegu – licznych dokumentów, relacji i analiz. Udało się zarchiwizować znaczną część podstawowych dokumentów Solidarności (m.in. zapisy magnetofonowe I Krajowego Zjazdu Delegatów, posiedzeń Komisji Krajowej), a także zachęcić dziennikarzy i historyków do opisania poszczególnych wydarzeń i opracowania relacji.
Seria wydawnicza Archiwum Solidarności
Od 1984 rozpoczęto wydawanie i kolportaż serii Archiwum Solidarności. Wydawcą została Niezależna Oficyna Wydawnicza NOWA. Do 1990 wydano 24 książki.
Działalność po 1991 roku
Transformacja ustrojowa w Polsce pozwoliła usankcjonować działalność. Zarejestrowane w 1991 Stowarzyszenie Archiwum Solidarności jest sukcesorem prawnym działającego w „drugim obiegu” Archiwum Solidarności. Wszystkie pieczołowicie gromadzone archiwalne zbiory zostały zdeponowane w Archiwum Opozycji Ośrodka KARTA. Siedziba stowarzyszenia znajduje się przy ulicy Narbutta 29 w Warszawie.
Założyciele Stowarzyszenia: Ireneusz Białecki, Tomasz Boczyński, Grzegorz Boguta, Andrzej Friszke, Jerzy Holzer, Janina Jankowska, Krzysztof Jasiewicz, Marek Jastrzębski, Jan Kofman, Marcin Kula, Iwonna Kowalska, Sergiusz Kowalski, Piotr Marciniak, Jan Marek Owsiński, Andrzej Paczkowski, Edmund Wnuk-Lipiński.
Pracami Stowarzyszenia kieruje Zarząd w składzie:
- przewodniczący prof. dr hab. Andrzej Friszke,
- skarbnik dr Tadeusz Ruzikowski,
- sekretarz Bartosz Kaliski,
- Agnieszka Iwaszkiewicz,
- prof. dr hab. Marcin Kula,
- dr Paweł Sowiński.

W 2005 roku stowarzyszenie zostało laureatem nagrody „Kustosza Pamięci Narodowej” im. G. Jakubowskiego. Tytuł został przyznany przez Instytut Pamięci Narodowej jako dowód uznania za szczególnie aktywny udział w upamiętnianiu historii Narodu Polskiego.
W Archiwum Opozycji Ośrodka KARTA znajduje się kolekcja „«Solidarność» – Narodziny Ruchu” składająca się ze zbiorów Stowarzyszenia Archiwum Solidarności oraz Archiwum Ośrodka KARTA.